# Necydalis acutipennis
Necydalis acutipennis là một loài bọ cánh cứng trong họ Cerambycidae.